# Риина, Сальваторе
Сальвато́ре Рии́на (также известен как Тото Риина; 16 ноября 1930, Корлеоне — 17 ноября 2017 года) — итальянский сицилийский мафиозо, бывший глава мафии Коза Ностра, «босс боссов». За время преступной карьеры якобы лично убил порядка 40 человек и связан с сотнями заказных убийств. Получил прозвище Коротышка (итал. Il Corto) за свой небольшой (1,58 м) рост.

## Приход к власти
Родился в Корлеоне, маленьком городке в провинции Палермо. В мафию вступил в 19-летнем возрасте после убийства, совершённого в качестве "членского взноса". В 1949 году во время ссоры убил человека, за что был приговорен к шести годам тюремного заключения.
В 1958 году принял участие — наряду с Бернардо Провенцано и Лучано Леджо — в убийстве босса Коза ностры Микеле Наварра. Титул убитого перешёл к Леджо. В следующем десятилетии проходила ликвидация скрывающихся сторонников Наварры. После ареста и осуждения Леджо в 1974 году за убийство Наварры Риина стал де-факто главой мафии, хотя Леджо сохранил некоторое влияние.
В 1981—1983 годах вспыхнул конфликт, получивший название «второй войны кланов». В результате мафиозо из Корлеоне взял Коза ностру под свой контроль. В то же время Риина вёл фактическую войну с итальянским государством, убивая судей, прокуроров, полицейских и политиков с целью запугать итальянские властные структуры. Среди его жертв были Джованни Фальконе и Паоло Борселлино.

## Арест
Убийства Фальконе и Борселлино вызвали широкое общественное возмущение и вынудили власти действовать. 15 января 1993 года Риина был арестован в Палермо. Во время ареста он уверял, что является обычным бухгалтером, однако отказался ответить на вопрос, на какую компанию работает. Во время ареста Риина поблагодарил полицию за хорошее к нему отношение. На слушаниях он заявил, что никогда не слышал о мафии и не знает, что является одним из самых разыскиваемых людей в Италии.
Ликование от ареста Риины оставило в тени тот факт, что до своего ареста он жил в Палермо без беспокойства с чьей-либо стороны. Лечился от диабета, и его дети приходили к нему в больницу под своими настоящими именами. Известно, что он даже ездил в Венецию, чтобы провести там медовый месяц.

## Суд и тюремное заключение
Риина, приговорённый к двум пожизненным срокам, был обвинён в совершении и заказах сотен убийств, в том числе Борселино и Фальконе, а также Карло Альберто Далла Кьеза, командира карабинеров в Палермо, и Сальво Лимы, итальянского политика, подозреваемого в связях с мафией. За убийство последнего в 1998 году он был приговорён к очередному пожизненному заключению.
В 2007 году по мотивам биографии Сальваторе Риины был снят итальянский телесериал «Босс боссов». Семья Риины раскритиковала сериал, а супруга Сальваторе, Антониелла Багарелла, пригрозила подать в суд на производителей за оскорбление репутации семьи.
По состоянию на 2011 год Риина содержался в тюрьме строгого режима и имел ограниченные возможности контактов с внешним миром. В 2004 году перенёс два сердечных приступа.
14 апреля 2015 года флорентийская ассиза сняла с Риины обвинение в причастности к организации теракта в поезде Неаполь — Милан 23 декабря 1984 года.
Умер 17 ноября 2017 года в возрасте 87 лет от рака, проведя в заключении в общей сложности более 24 лет.